# Holy Loch
Holy Loch (schottisch-gälisch An Loch Sianta/Seunta) ist ein Meeresarm und ein Ausläufer des Firth of Clyde in Argyll and Bute, Schottland.
Holy Loch öffnet sich an seinem Ostende zum Firth of Clyde, ist eine Meile breit und – je nach Tidenstand – zwei bis drei Meilen lang. Südlich des Meeresarms liegt auf der Cowal-Halbinsel die Stadt Dunoon, von dort folgen entlang des Südufers die Ortschaften Kirn, Hunter’s Quay, Ardnadam und Sandbank. Die Landschaft am Ende des Lochs ist unbesiedelt, während am Nordufer Kilmun und Strone folgen. Ein Teil der Orte ist durch Fähren untereinander und mit Gourock verbunden. Über Land ist die Gegend durch eine Straße mit Oban verbunden.

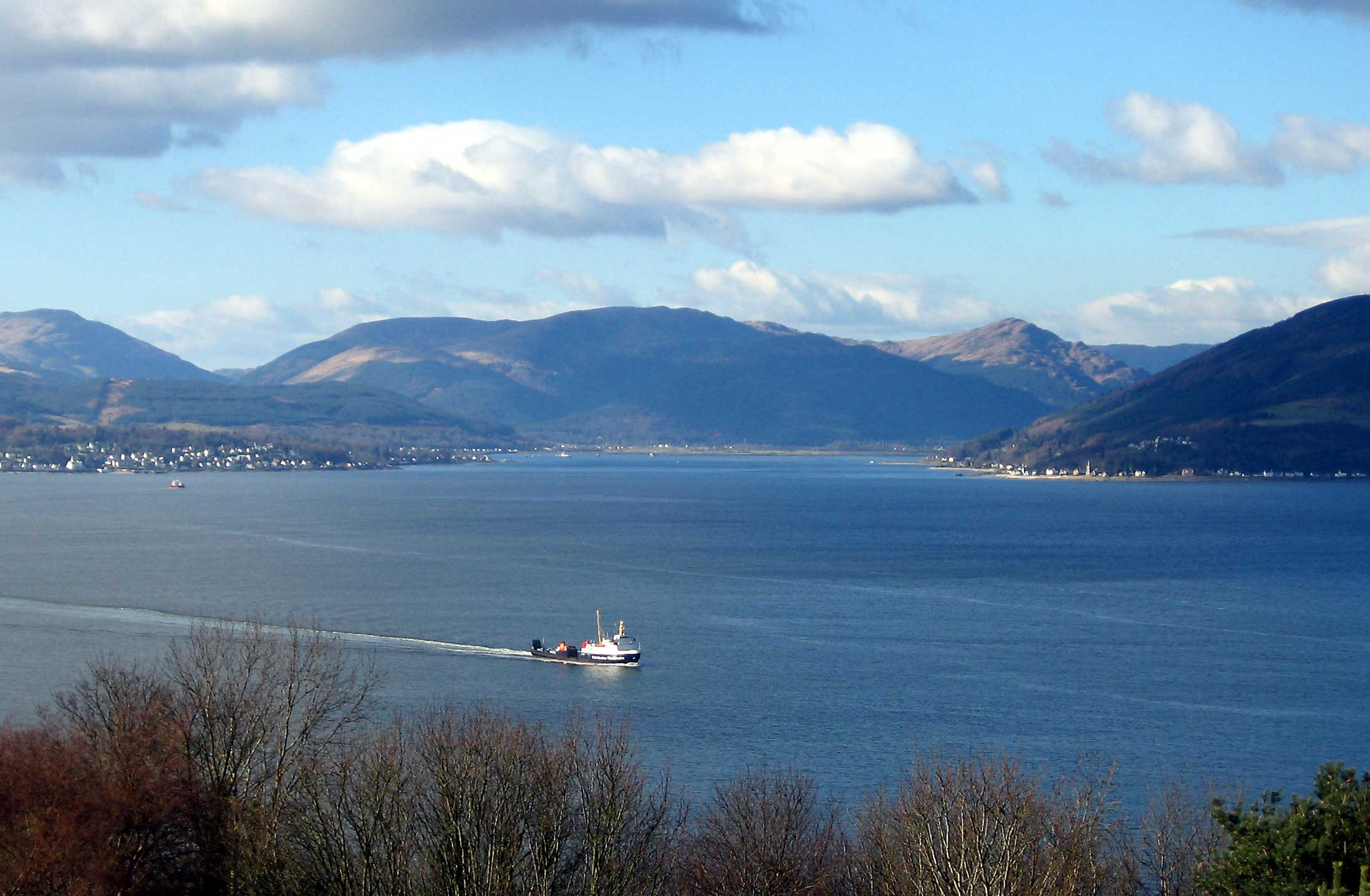
Holy Loch von Gourock aus gesehen, über den Firth of Clyde hinweg

Während des Zweiten Weltkriegs diente Dunoon bzw. Holy Loch als U-Boot-Basis der Royal Navy und wurde intensiv für Übungen und Erprobungen genutzt. Auf dem Friedhof von Dunoon erinnern die Gräber der Besatzung des bei einem Unfall gesunkenen und später gehobenen Bootes Untamed an diese Zeit. Zwischen 1960 und 1992 nutzte die US Navy Holy Loch als Standort für Atom-U-Boote, gegen deren Präsenz es immer wieder Demonstrationen gab.
Der Name wird darauf zurückgeführt, dass hier im 6. Jahrhundert angeblich St. Munn an Land ging, nachdem er Irland verlassen hatte.